# Klubi Sportiv Dinamo Tiranë 2009-2010

## Rosa
| N. |                      | Ruolo | Calciatore            |
| -- | -------------------- | ----- | --------------------- |
| 1  | Albania (bandiera)   | P     | Elvis Kotorri         |
| 2  | Argentina (bandiera) | D     | Lucas Malacarne       |
| 3  | Albania (bandiera)   | D     | Gentjan Muça          |
| 4  | Albania (bandiera)   | D     | Klevis Bejtja         |
| 5  | Albania (bandiera)   | D     | Arjan Pisha           |
| 6  | Albania (bandiera)   | D     | Erion Xhafa           |
| 7  | Albania (bandiera)   | D     | Nertil Ferraj         |
| 8  | Argentina (bandiera) | C     | Nicolás Delmonte      |
| 9  | Argentina (bandiera) | A     | Maximiliano Timpanaro |
| 10 | Albania (bandiera)   | C     | Bekim Kuli            |
| 11 | Albania (bandiera)   | A     | Sebino Plaku          |
| 12 | Albania (bandiera)   | P     | Kejdi Myrta           |
| 13 | Albania (bandiera)   | D     | Renato Malota         |
| 14 | Albania (bandiera)   | C     | Igli Allmuça          |
| 15 | Albania (bandiera)   | D     | Roland Peqini         |
| 16 | Albania (bandiera)   | A     | Fatjon Sefa           |
| 17 | Argentina (bandiera) | C     | Alfredo Rafael Sosa   |

| N. |                    | Ruolo | Calciatore        |
| -- | ------------------ | ----- | ----------------- |
| 18 | Albania (bandiera) | C     | Asion Daja        |
| 19 | Albania (bandiera) | C     | Elis Bakaj        |
| 20 | Albania (bandiera) | C     | Andi Hasa         |
| 21 | Serbia (bandiera)  | D     | Marko Putinčanin  |
| 22 | Albania (bandiera) | C     | Emiljano Vila     |
| 23 | Senegal (bandiera) | C     | Albaye Papa Diop  |
| 26 | Albania (bandiera) | A     | Odeon Bërdufi     |
| 27 | Albania (bandiera) | A     | Gers Delia        |
| 31 | Albania (bandiera) | P     | Alban Hoxha       |
| 44 | Albania (bandiera) | D     | Endrit Vrapi      |
| -  | Albania (bandiera) | D     | Elvis Sina        |
| -  | Albania (bandiera) | D     | Klodian Sulollari |
| -  | Albania (bandiera) | C     | Artion Poçi       |
| -  | Albania (bandiera) | C     | Eni Imami         |
| -  | Albania (bandiera) | C     | Gerhard Progni    |
| -  | Serbia (bandiera)  | A     | Sead Hadžibulić   |
| -  | Serbia (bandiera)  | A     | Mladen Brkić      |